# حلحل (نبات)
الحَلْحَل أو البُلْبُوس جنس من النباتات البصلية المعمرة من الفصيلة الهليونية. موطنها أوراسيا والتي تنتج مسامير من زهور كثيفة يكثر فيها الزرقاء على شكل إجانة أو جرة تشبه عناقيد العنب في الربيع. كل من جنسي البُلْبُوس والبلبوس الزائف ‏ كانا مدرجين في الحلحل ولكن لا ينبغي الخلط بينها وبين الياقوتية. يستخدم العديد من أنواع الحلحل نباتاتٍ في حدائق الزينة.

## الوصف

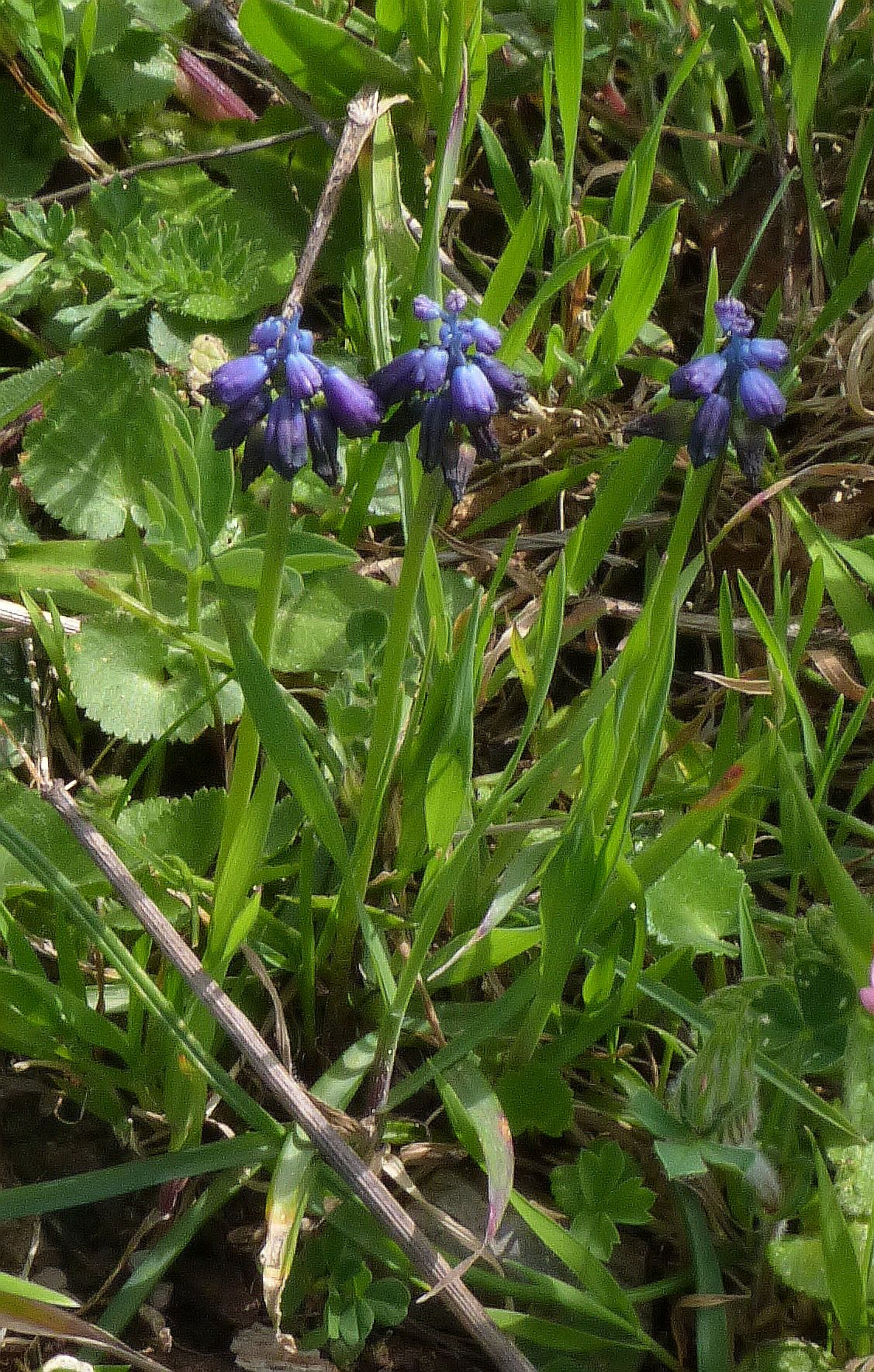
نبتة الحلحل

نشأ جنس الحلحل في العالم القديم بما في ذلك حوض البحر الأبيض المتوسط ووسط وجنوب أوروبا وشمال إفريقية وغرب ووسط وجنوب غرب آسيا. استوطن في أماكن أخرى مثل شمال أوروبا والولايات المتحدة. 
أوراقها قرصية عصفية الشكل لحمية النصل. أزهارها أجانية أو جلجلية الشكل يحملها شمراخ أجوف.

## الزراعة
بعض الأنواع هي من بين أقدم زهور الحدائق التي تزهر في الربيع. تُزرع على شكل بصيلات وتميل إلى التكاثر بسرعة (تتجنس) عند زراعتها في تربة جيدة. تفضل التربة الرملية جيدة التصريف، أي الحمضية إلى الحيادية وليست غنية جدًا. توجد طبيعيًا في الأراضي الحرجية أو المروج، وعادة ما تُزرع في المروج والحدائق والحدائق الصخرية والحاويات. تتطلب قليلاً من التغذية والري في الصيف و مكاناً مشمسًا أو قليل الظلال.